# Шидровское сельское поселение
Шидровское сельское поселение или муниципа́льное образова́ние «Шидровское» — упразднённое муниципальное образование со статусом сельского поселения в Виноградовском муниципальном районе Архангельской области.
Соответствовало административно-территориальной единице в Виноградовском районе — Шидровский сельсовет.
Административный центр — посёлок Шидрово.
С 4 июля 2021 года упразднено в связи с преобразованием сельских поселений Виноградовского муниципального района в один Виноградовский муниципальный округ.

## География
Шидровское сельское поселение находится на левом берегу Северной Двины, располагаясь между устьями рек Шужега и Вага. По берегу Северной Двины проходит восточная граница поселения. На севере и западе муниципальное образование граничит с Березниковским городским поселением, на юге — с Заостровским.

## История
Муниципальное образование было образовано в 2006 году.
После освобождения Шенкурского уезда от интервентов, с 5 декабря 1919 года народный суд 3-го участка Шенкурского уезда продолжил работу в деревне Заборье Усть-Важской волости в доме Павла Яковлевича Грибанова. В 1926 году территория нынешнего Шидровского поселения относилась к двум волостям Шенкурского уезда: Устьважской и Кургоминской.

## Население
Численность населения Шидровского сельского поселения на 1 января 2020 года — 603 человека.
| 2010 | 2011 | 2012 | 2013 | 2014 | 2015 | 2016 |
| ---- | ---- | ---- | ---- | ---- | ---- | ---- |
| 695  | ↘691 | ↗719 | ↘704 | ↘689 | ↘675 | ↘666 |
| 2017 | 2018 | 2019 | 2020 | 2021 |      |      |
| ↘637 | ↘622 | ↘608 | ↘603 | ↘399 |      |      |

В 2005 году в поселении числилось 846 человек. Численность населения подчинённых пунктов муниципального образования «Шидровское» в 2009 году составляла: Заборье — 63 чел., Наволок — 65 чел., Чамово — 39 чел., деревня Шидрово — 45 чел., посёлок Шидрово — 599 чел., Шужега — 4 человека.

## Состав сельского поселения
В состав сельского поселения входят посёлки и деревни:
- деревня Заборье
- деревня Наволок
- деревня Чамово
- деревня Шидрово
- посёлок Шидрово
- деревня Шужега

## Экономика
Лесная отрасль.

## Транспорт
Через поселение проходит автодорога «Усть-Вага — Красноборск — Ядриха — Котлас».

### Карты
- Шидровское поселение на Wikimapia